# Утіпанарі
Острів Утіпана́рі (яп. 内離島, うちぱなりじま, Утіпанарі-Дзіма, Утібанаре) — невеликий острів в острівній групі Яеяма островів Сакісіма архіпелагу Рюкю. Адміністративно відноситься до округу Такетомі повіту Яеяма префектури Окінава, Японія.
Незаселений стрів розташований біля західного узбережжя острова Іріомоте між бухтами Накара та Фунауке.
Площа становить 2,1 км², висота 194 м. Майже весь вкритий лісами.